# 張憲 (洪武進士)
張憲，山東临朐人，明朝進士。
明朝洪武二十年（1387年）乡试中举人，洪武二十一年中戊辰科三甲第五十一名进士，未授官而卒，诗文俱佚散。